# Jean Guo
Jean Guo, née en 1991 en Chine, est une entrepreneuse sociale américaine.
Elle est la directrice générale et cofondatrice de Konexio, une association qui forme les populations vulnérables aux compétences numériques, notamment les réfugiés.

## Biographie

### Enfance et formation
Née en Chine, Jean Guo grandit aux États-Unis, où elle arrive à l'âge de 5 ans,. Avec sa famille, elle est confrontée à des difficultés sociales, linguistiques, culturelles, professionnelles afin de s’implanter dans un nouveau pays.
Elle obtient un diplôme en économie et en biologie à l'Université Stanford en 2013 puis un MBA et un master de politique publique à l'Université Harvard.
Elle arrive en France à l'été 2015, dans le cadre du programme Fulbright, pour étudier à la Paris School of Economics où elle mène des recherches sur les difficultés économiques et sanitaires des populations marginalisées.
En 2019, le magazine Elle la considère comme l'une des 10 entrepreneures inspirantes du moment. En 2020, le magazine Forbes la classe parmi les 30 entrepreneurs sociaux européens de moins de 30 ans les plus influents.

### Konexio
En novembre 2016, elle cofonde, avec Binta Jammeh, Konexio, une association qui œuvre dans le domaine de la formation aux compétences numériques des publics vulnérables.

### Autres activités
Depuis janvier 2021, Jean Guo est ambassadrice du mouvement Impact France, où elle est chargée des questions liées à l'accessibilité au numérique.